# Milton Castellanos Gout
Milton Emilio Castellanos Gout (Tuxtla Gutiérrez, Chiapas - 28 de julio de 2023, Mexicali, Baja California) fue un político chiapaneco radicado en Mexicali, exmiembro del Partido Revolucionario Institucional y el 16° Presidente Municipal de Mexicali, 1989-1992.

## Biografía
Milton Castellanos Gout fue nacido en el Estado de Chiapas, pero desde niño vivió en Mexicali Baja California, a donde se trasladó su familia desde el 22 de junio de 1954. Hijo de Milton Castellanos Everardo, quien fue gobernador de Baja California de 1971 a 1977, y de Lucía Gout, quien tuvo 4 hermanos: Lourdes, Lucía, y Jesús y Gerardo. 
Cursó la primaria en la primaria "Leona Vicario" y la secundaria en la "18 de marzo", la preparatoria la hizo en Hermosillo sonora, y la carrera de leyes en la Universidad de Sonora, terminando sus estudios el 30 de julio de 1971. Empezó a litigar en agosto de ése año, al mismo tiempo que su papá iniciaba como Gobernador de Baja California, en donde no trabajo con él. posteriormente estudió a licenciatura en Administración en la IBERO sede Tijuana, doctorado en la Universidad de Castilla en la Mancha España y posdoctorado en Bolonia Italia.

## Carrera política
Le ayudó a su mamá como primera dama, y responsable del DIF estatal, a diseñar la Procuraduría de la Defensa del Menor y la Familia, como parte de ésa paraestatal, misma que fue aprobada por DIF Nacional, y la responsable la Sra. María Esther Zuno de Echeverría. Fue el primer procurador para la defensa del Menor y la Familia (1974-1977), director general del ISSSTECALI 1983-1984, oficial mayor del Gobierno del Estado 1984-1986; diputado integrante de la XII legislatura del Congreso del Estado 1986-1989, quienes le entregaron al PAN el poder. Fue Presidente Municipal de Mexicali de 1989 a 1992.  
Después de ser Presidente Municipal, fue postulado candidato a Gobernador por la llamada Alianza Ciudadana, formada por los partidos Alianza Social y Convergencia, obtuvo el 3.9% de la votación. Militó en el PRD.
Desde el año 2000 se retiró de la actividad política para dedicarse tiempo completo a la docencia. 

## Últimos Años
Fue profesor de tiempo completo en las facultades de derecho de la Universidad Autónoma de Baja California y de asignatura en la Universidad Ibero Americana (campus Tijuana). 
En 2003 obtuvo con Mención Honorífica el grado de Maestro en Derecho, otorgado por la UABC, mereciendo el Mérito Académico, por haber obtenido el mejor promedio de su generación. 
En 2006 obtuvo Título de Especialista en Derecho Constitucional, otorgado por la UCLM, en 2007 obtuvo Título de Especialización en Justicia Constitucional y Derechos Humanos, por la misma UCLM. En 2011 obtuvo Título de Especialista en Argumentación Jurídica otorgado por la Universidad de Alicante.
Falleció a los 75 años en la ciudad de Mexicali el 28 de julio de 2023 debido a una enfermedad cardiovascular.